# Protesten in Iran (2022)
De protesten in Iran zijn een reeks aanhoudende demonstraties en burgerlijke onrust die begonnen op 16 september 2022, met als rechtstreekse aanleiding de dood van de 22-jarige Jina Mahsa Amini (Perzisch: مهسا امینی, uitspraak: [mæhˈsɒː æmiːˈniː]).
De protesten begonnen in de hoofdstad Teheran, waarna ze zich eerst uitbreidden naar de steden Saqqez, Sanandaj, Divandarreh, Baneh en Bijar in de provincie Koerdistan, waar het slachtoffer Amini was geboren, en later ook naar andere delen van Iran. Deze protesten groeiden snel na de eerste dag, ook mensen in de steden Hamedan, Kermanshah, Mashhad, Sabzevar, Qom, Amol, Babol, Isfahan, Kerman, Shiraz, Tabriz, Rasht, Sari, Karaj, Chalus, Nowshahr, Tonekabon, Arak, Ilam, Kish Island en vele anderen protesteren mee.
Als reactie op de protesten drukte de regering van Iran niet alleen de demonstraties de kop in, maar blokkeerde ze ook de toegang tot apps zoals Instagram en WhatsApp, en beperkte ze de internettoegang. Hiermee werd beoogd de groeiende protestbeweging te beteugelen en het vermogen van de demonstranten om zich te organiseren te verminderen. Het zijn mogelijk de strengste internetbeperkingen in Iran sinds de protesten van 2019, toen het internet volledig werd afgesloten.
Op 22 november 2022 waren er volgens de VN al meer dan 378 mensen gedood, onder wie 47 kinderen. Het waren daarmee de dodelijkste protesten geworden sinds de protesten van 2019-2020. Daarbij vielen naar schatting eveneens enkele honderden, maar volgens sommige bronnen meer dan 1500 doden.

## Achtergrond
De Iraanse protesten tegen de verplichte hidjab waren reeds begonnen in 2017.
Op 14 september 2022 werd Jina Mahsa Amini, een 22-jarige Iraans-Koerdische vrouw, door de  Iraanse zedenpolitie – ook wel de islamitische begeleidingspatrouille genoemd – gearresteerd vanwege een "ongepaste hidjab". Ze zou haar hoofd niet goed hebben bedekt en werd beschuldigd van het begaan van een modeschending. Ze stierf twee dagen later, op 16 september, terwijl zij in hechtenis zat. Ze had een gebroken schedel opgelopen, volgens ooggetuigen doordat ze zou zijn geslagen door de zedenpolitie.
Na haar begrafenis braken als eerste in Teheran protesten uit, die de opmaat vormden naar de demonstraties in het hele land.

## Begin van de protesten (september 2022)

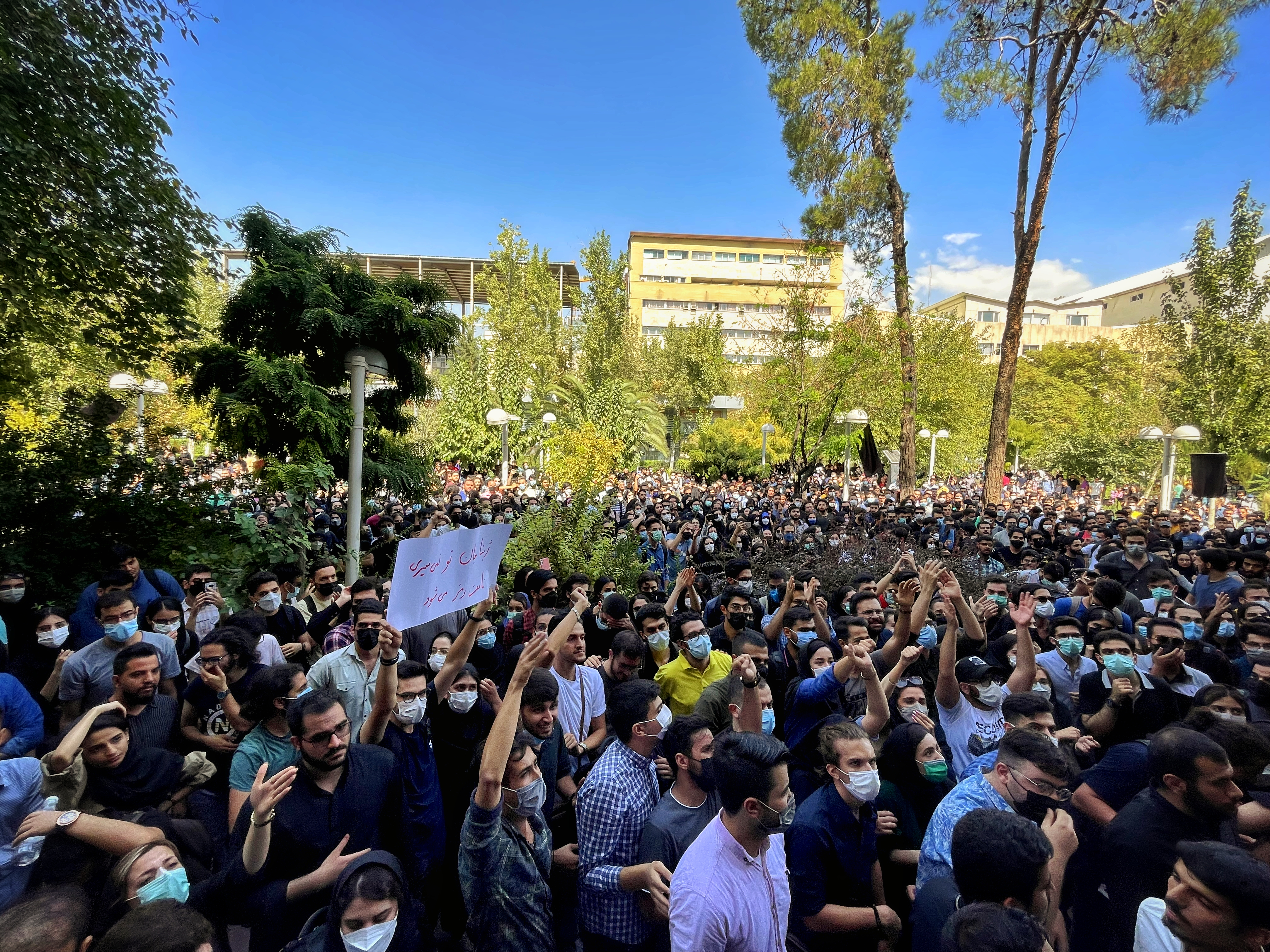
Demonstrerende studenten van de Amir Kabir Universiteit, september 2022

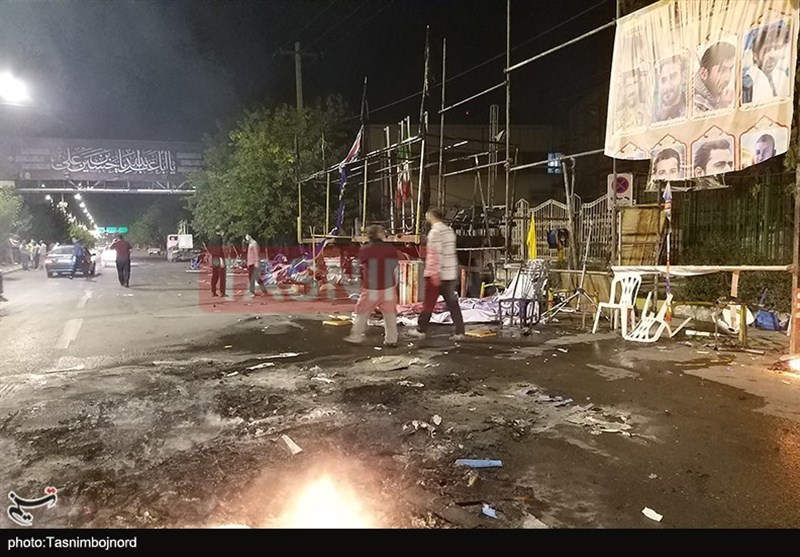
Nasleep van demonstratries in Bojnord, september 2022

Enkele uren nadat Mahsa Amini was overleden, verzamelde zich een groep mensen om te protesteren tegen haar vermeende moord in de buurt van het Kasra-ziekenhuis, waar Amini stierf. De menigte riep leuzen als "dood aan de dictator", "Zedenpolitie is een moordenaar", "Ik zal doden, Ik zal degene doden die mijn zus heeft vermoord", "Ik zweer bij Mahsa's bloed, Iran zal vrij zijn", "Khamenei is een moordenaar, zijn regering is ongeldig" en "onderdrukking van vrouwen van Koerdistan tot Teheran". Deze protesten werden opgevangen met de onderdrukking en arrestatie van demonstranten. Een aantal vrouwen deden af en verbrandden hun hidjab als reactie op de aanval van de strijdkrachten van de opstandelingen en scandeerden de leus "Schaamteloos Daesh". Sommige mensen toeterden op straat als protest. Een ander protest tegen de verplichte hidjab vond die avond plaats op het Argentinië-plein in Teheran. Demonstranten scandeerden leuzen tegen de Iraanse president en de wetten die de hidjab verplicht stellen. Op vrijgegeven video's van de avond is de gewelddadige arrestatie van enkele demonstranten te zien.
Vanaf zaterdag 17 september, na de begrafenis van Amini, waren Saqqez, haar geboorteplaats en de stad Sanandaj het toneel van massale demonstraties, waarop de regering geweld gebruikte om demonstranten uiteen te drijven. Na de publicatie van een afbeelding van Amini's grafsteen in Saqqez, werd de inscriptie een slogan van de protesten:
Perzisch: ژینا جان تو نمی‌میری. یک نماد می‌شود
geromaniseerd: Žīnā Ǧān to ne-mī-mīrī. Nām-at yek namād mī-šavad
"Geliefde Žina (Mahsa), je zult niet sterven. Je naam zal een symbool worden."
De mensen van Sanandaj gingen zondagavond 18 september opnieuw de straat op om te protesteren tegen de dood van Amini en scandeerden de leuzen "dood aan de dictator", "schaam ons, schaam ons / onze bastaardleider" en "dood aan Khamenei". Als teken van protest deed een groep vrouwen hun hidjab af. Volgens onbevestigde bronnen die door de BBC worden geciteerd, hebben veiligheidstroepen op de demonstranten geschoten. Een groep studenten van de Universiteit van Teheran hield zondag een protestdemonstratie met plakkaten in de hand. In Teheran en Mashhad werd melding gemaakt van een zware aanwezigheid van veiligheidstroepen.
Op 19 september werd de mobiele internetservice in het centrum van Teheran gesloten. Volgens video's op sociale media gingen de protesten door in het centrum van de hoofdstad, de noordelijke stad Rasjt, de centrale stad Isfahan, evenals in West-Koerdisch grondgebied. Volgens Hengaw, een Noorse organisatie die toezicht houdt op de mensenrechten in Iran, werden drie demonstranten gedood door veiligheidstroepen in de provincie Koerdistan.
Op 20 september werd een 23-jarige man gedood door de politie tijdens een protest in de Waliasr-stad Urmia. Hij zou zijn neergeschoten door veiligheidsagenten van de politie, waarna hij op weg naar het ziekenhuis bezweek aan zijn verwondingen.
Volgens de Voice of America op 20 september, toonden onbevestigde video's op sociale media anti-regeringsprotesten in ten minste 16 van de 31 provincies van Iran, waaronder "Alborz, Oost-Azerbeidzjan, Fars, Gilan, Golestan, Hormozgan, Ilam, Isfahan, Kerman, Kermanshah, Koerdistan, Mazandaran, Qazvin, Razavi-Khorasan, Teheran en West-Azerbeidzjan." Demonstranten in Sari leken foto's van de ayatollah en zijn voorganger, Ruhollah Khomeini, uit een stadsgebouw te halen. Iraanse staatsmedia meldden dat drie mensen waren omgekomen bij protesten in Koerdistan. Volgens Hengaw werden twee mannelijke demonstranten (Zakaria Khial, 16 jaar oud, en Farjad Darvishi, 23 in respectievelijk Piranshahr en Urmia) gedood door veiligheidstroepen in West-Azerbeidzjan en een vrouwelijke demonstrant werd op dezelfde manier gedood in Kermanshah. De officier van justitie in Kermanshah ontkende de verantwoordelijkheid van de staat en verklaarde dat mensen werden gedood door "antirevolutionaire elementen". Iraanse staatsmedia maakten melding van de dood van een politie-assistent door demonstranten in de zuidelijke stad Shiraz. In de stad Kerman werd tijdens een protest een vrouw gefilmd die haar hidjab verwijderde en haar paardenstaart afsneed. Sommige getuigen die door CNN werden geïnterviewd, typeerden de protesten van die dag als "flitsprotesten" die zich probeerden te vormen en zich vervolgens snel verspreidden voordat de veiligheidstroepen konden ingrijpen.
Op 21 september kwam naar buiten dat vrouwen in Sari werden gefilmd terwijl ze uit protest hun hidjabs verbrandden. Volgens Hengaw stierf een man die naar verluidt op de 19e door veiligheidstroepen was neergeschoten op de 21e. Hengaw verklaarde dat tot dusver in totaal tien demonstranten door veiligheidstroepen waren gedood; Amnesty International verklaarde tot nu toe acht van die sterfgevallen te hebben bevestigd. Amnesty International veroordeelde ook wat zij noemde het "onwettige gebruik van birdshot en andere munitie" tegen de demonstranten. WhatsApp en Instagram, de enige reguliere apps voor sociale media en berichten die in Iran zijn toegestaan, werden beperkt; daarnaast was er een wijdverbreide internetuitschakeling, vooral op mobiele netwerken. De Iraanse Basij, een staatsmilitie, hield pro-regeringstegendemonstraties in Teheran. In andere landen vonden demonstraties van solidariteit met de demonstranten plaats in onder meer Nederland, Canada, Italië, Zweden, Turkije en de Verenigde Staten.
Volgens twee semi-officiële Iraanse persbureaus is in Mashhad een lid van de Basij doodgestoken.
Demonstranten in Teheran en andere steden staken op 22 september politiebureaus en auto's in brand. De protesten gingen door ondanks wijdverbreide internetstoringen in heel Iran. Mensen in verschillende delen van het noorden en zuiden van de hoofdstad Teheran zetten hun protesten voort met verschillende slogans. Ook protesteerden mensen in verschillende regio's van het land in kleine en grote steden en zelfs in gebieden die niet deelnamen aan de protesten van voorgaande jaren. Deze protesten werden door de Revolutionaire Garde en de anti-oproerpolitie van de Islamitische regering van Iran met zware repressie beantwoord. Deze krachten confronteerden de mensen door traangas en direct schieten te gebruiken. Veel mensen raakten gewond en gedood.
De protesten gingen op 23 september door in Teheran, in Isfahan werden in de schemering zware gevechten gemeld. Ook in veel andere steden zoals Teheran, Mashhad, Oshnavieh en Babol bleven mensen protesteren. Veel meer nieuwe bekende beroemdheden adviseerden de staat de repressie niet voort te zetten.
Universiteiten werden gesloten en verzorgen al het onderwijs online.
Het Amerikaanse ministerie van Buitenlandse Zaken gaf een algemene vergunning af waarmee bedrijven toegang zouden krijgen tot de Iraanse internetmarkt. Als reactie zei miljardair Elon Musk dat hij zijn satellietinternetbedrijf Starlink zou activeren om internetdiensten aan Iran te leveren. De bijgewerkte licentie dekte echter niet de hardware die werd geleverd door Starlink, maar het bedrijf en soortgelijke anderen mochten toestemming vragen aan het United States Department of the Treasury.
Alle imams van het vrijdaggebed (imam Jom'a) uitten hun woede en eisten politietoezicht.
Op 24 september werd de stad Oshnavieh naar verluidt ingenomen door demonstranten. De politiebureaus en wapenopslag van de stad zouden zijn overgenomen door de lokale bevolking.
In de omstreden stad Oshnavieh gingen de zware protesten door. De protesten gingen ook door in Shiraz en Teheran, voor de universiteit van Teheran. Iraniërs die in het buitenland woonden marcheerden in verschillende steden wereldwijd, zoals Erbil, Berlijn, Stuttgart en Melbourne, om hun steun te betuigen aan het Iraanse volk.
In de provincie Gilan arresteerden de politie en Islamitische revolutionaire bewakers 739 mensen, waaronder minstens 60 vrouwen. In de provincie Khuzestan werden 88 wapens gevonden en in beslag genomen. De Islamitische Revolutionaire Garde verrichtte meerdere arrestaties in Kerman.
De protesten gingen op 25 september door in verschillende delen van de hoofdstad van Teheran (Sattarkhan, Narmak, Ekbatan, Valiasr, Aryashahr), Karaj (Mehrshahr en Gohardasht), Sanandaj, Qaen, Kashmar, Babol, Amol, ondanks de wijdverbreide storing van het internetnetwerk in Iran. Ook gingen de protesten tegen het islamitische regime door in verschillende steden elders ter wereld door, zoals in Londen, Brussel en New York. Een paramilitair Basij-lid stierf aan verwondingen die hij op 22 september in Urmia had opgelopen, waardoor hij een van de vele Basiji's was die bij de demonstraties zijn omgekomen.
Ondanks de wijdverbreide propaganda van aanhangers van de Iraanse regering en hun bijeenkomst op het Revolutieplein van Teheran en de dreiging van gewelddadige confrontaties tegen de demonstranten, kwamen demonstranten op 25 september 's nachts de straat op in verschillende delen van Teheran, Bushehr, Sanandaj, Qazvin, Yazd, Urmia, Shiraz en Mashhad en bleven protesteren. De politie van de Iraanse regering heeft deze protesten opnieuw hard aangepakt. Ook Iraniërs die in Canada, Frankrijk, Noorwegen en Oostenrijk woonden, marcheerden ter ondersteuning van hun landgenoten. De tandheelkundestudenten van de Tabriz Universiteit kwamen bijeen en scandeerden om te protesteren tegen de arrestatie van studenten door de Iraanse regeringspolitie. Gholamhossein Mohseni Ejei, de opperrechter van Iran, zei: "[politieagenten] hebben de afgelopen nacht en de nachten ervoor niet geslapen ... en ze moeten worden bedankt." Op dezelfde dag verklaarde de Organizing Council of Oil Contract Workers: "Wij steunen de strijd van het volk tegen georganiseerd en alledaags geweld tegen vrouwen en tegen de armoede en de hel die de samenleving domineren".
Op 27 september duurden een aantal steden botsingen tussen oproerpolitie en veiligheidstroepen en demonstranten voort. Ravina Shamdasani, de woordvoerder van het Bureau van de Hoge Commissaris van de Verenigde Naties voor de Mensenrechten, drong er bij de Iraanse geestelijkheid op aan "het recht op vrijheid van mening, meningsuiting, vreedzame vergadering en vereniging volledig te respecteren". Shamdasani voegde toe dat rapporten specificeren dat "ook honderden zijn gearresteerd, waaronder mensenrechtenverdedigers, advocaten, maatschappelijke activisten en ten minste 18 journalisten", en "Duizenden hebben de afgelopen 11 dagen deelgenomen aan anti-regeringsdemonstraties in het hele land. troepen hebben soms met scherpe munitie gereageerd". De Organizing Council of Oil Contract Workers waarschuwde de regering dat als het hardhandig optreden tegen demonstranten doorgaat, ze zouden toeslaan. Deze stap zou de Iraanse oliesector, die een belangrijk onderdeel van de economie vormt, kunnen verlammen.
Iran Human Rights zei dat veiligheidstroepen scherpe munitie rechtstreeks op demonstranten afvuurden. Iraanse staatsmedia meldden op 28 september de arrestatie van Faezeh Hashemi, de dochter van Akbar Hashemi Rafsanjani, die van 1989 tot 1997 de president van Iran was. Inmiddels waren er in totaal ruim 1.200 mensen in Iran gearresteerd in verband met de protesten.
De Iraanse oproerpolitie werd op 28 september ingezet op de belangrijkste pleinen van Teheran om mensen te confronteren die "dood aan de dictator" scandeerden. Een solidariteitsprotest bij de Brandenburger Tor in Berlijn werd bijgewoond door ongeveer 1.800 mensen, waaronder Dorothee Bär, politicus van Christlich-Soziale Union, en de Iraans-Duitse actrice Pegah Ferydoni.
Ook op 29 september gingen de protesten door in verschillende steden in heel Iran. De politie arresteerde de Iraanse songwriter Shervin Hajipour in Teheran, wiens virale nummer "Baraye" in één dag meer dan 40 miljoen keer op Instagram was bekeken.

## Oktober

De plekken in Iran waar demonstraties plaatsvonden (situatie op 20 oktober 2022)

Naast het verbranden van hidjabs, komen verschillende vrouwen in de media terwijl ze hun haar afknippen, zoals de Zweedse politica Al-Sahani tijdens haar toespraak in het Europees Parlement. Ook de Nederlandse Minister van Justitie Dilan Yeşilgöz knipte tijdens de uitzending van de talkshow Op1 een stukje van haar haar af. Het afknippen van het haar wordt gezien als daad van verzet omdat lang haar wordt gezien als teken van schoonheid.

## November
Begin november waren er in Iran inmiddels meer dan 1000 demonstranten aangeklaagd. In een open brief pleitte een groot deel van de Iraanse parlementsleden ervoor dat er keihard tegen de demonstranten zou worden opgetreden. Inmiddels waren er als gevolg van de demonstraties zeker 318 doden gevallen, onder wie 41 kinderen volgens Iran Human Right. Half november waren er inmiddels vijf mensen door het Iraanse gerecht ter dood veroordeeld wegens deelname aan de demonstraties. Een van hen zou een regeringsgebouw in brand hebben gestoken.

### Brandstichting geboortehuis Khomeini
Op sociale media gingen rond 18 november filmpjes rond waarop te zien zou zijn dat demonstranten het geboortehuis van de ayatollah Ruhollah Khomeini (in de naar hem vernoemde stad Khomein) in brand hadden gestoken. De plaatselijke autoriteiten en het staatspersbureau Tasmin spraken deze berichtgeving echter tegen en zeiden dat het huis (tegenwoordig een museum) gewoon onbeschadigd en voor iedereen toegankelijk was.

### Doodstraffen
Inmiddels kondigden de Iraanse autoriteiten aan de doodstraf in te gaan zetten voor mensen die bleven deelnemen aan de protesten. Deze mensen zouden worden veroordeeld voor ‘vijandschap tegen God’ en ‘corruptie op aarde’. Amnesty International vestigde hierop op zijn eigen website de aandacht.
Op 30 oktober werd de Iraanse rapper Toomaj Salehi gearresteerd wegens steun en deelname aan de protesten en omdat hij zich kritisch had uitgelaten over de Iraanse regering. Eind november 2023 werd bekendgemaakt dat hij mogelijk de doodstraf zou krijgen. Salehi zou in gevangenschap zijn gemarteld.

## December
Op 8 december werd bekend dat er een man was geëxecuteerd wegens het verwonden van een veiligheidsmedewerker en het blokkeren van een straat in Teheran. Het was voor het eerst dat er in Iran iemand werd terechtgesteld vanwege betrokkenheid bij de demonstraties die waren begonnen vanwege Mahsa Amini's dood. Vier dagen later vond er een tweede executie plaats; een man die vanwege de protesten was opgepakt, werd publiekelijk opgehangen.
Op 11 december berichtte IranWire dat de 26-jarige profvoetballer Amir Nasr-Azadani eveneens ter dood was veroordeeld wegens deelname aan de protesten. FIFPro reageerde geschokt en eiste dat het vonnis onmiddellijk van tafel zou gaan. Op 9 januari 2023 werd bekend dat de voetballer tot 26 jaar celstraf was veroordeeld.

### Veroordelingen
Half december waren er inmiddels in Iran in totaal zeker 400 mensen veroordeeld wegens betrokkenheid bij de demonstraties, van wie er elf een doodvonnis hadden gekregen. De opgelegde celstraffen liepen op tot 10 jaar. Onder de veroordeelden waren ook minderjarigen. Ook de 53-jarige radioloog Hamid Ghare-Hasanlou werd ter dood veroordeeld, omdat hij betrokken zou zijn geweest bij de moord op een paramilitair van de Basij, op 3 november in Karaj.

## Protesten aan scholen, universiteiten en bij de media
Veel studenten hebben het bezoeken van scholen en universiteiten geboycot, zowel persoonlijk als online. Het schooljaar in Iran begint op de eerste dag van Mehr (22 september). Als direct gevolg van de landelijke onrust verklaarden universiteiten en scholen dat de persoonlijke agenda werd stopgezet en dat de curricula tot oktober 2022 online moesten worden gehouden. Tevens spraken veel leraren en professoren hun steun aan de beweging uit en hebben ze als reactie daarop hun onderwijs geboycot.
- Ammar Ashoori, hoogleraar aan de faculteit Kunst en Architectuur van de Islamitische Azad Universiteit, was solidair met de protesten. Hij werd door de decaan van de Faculteit der Letteren gedreigd zijn ondersteunende berichten voor de protesten op sociale media te schrappen, of de cursussen die hij moest geven te schrappen, waarop hij reageerde door zijn onderwijs te boycotten en ontslag te nemen uit protest tegen deze aanval op zijn recht op vrijheid van meningsuiting.[85]
- Mehdi Mokhtari, een voormalig universitair hoofddocent en lid van de wetenschappelijke commissie van de Universiteit van Teheran, verklaarde een hekel te hebben aan de verplichte hidjab en de onderdrukking van mannen en vrouwen die protesteren voor hun recht op vrijheid van keuze.[86]
- Ook de bekende Iraanse regisseur, producent, acteur en filmmaker Mehran Modiri toonde zich solidair met de volksbeweging. Hij verklaarde IRIB te boycotten en waarschuwde hen om geen enkel beeld te tonen van Dorehami, een show die hij had geregisseerd, van de staatsmedia.[87]
- In een daad van burgerlijke ongehoorzaamheid en uit solidariteit met de nagedachtenis van Amini, verwijderde de Iraanse actrice Maryam Palizban haar sluier.[88]
- De radiogastvrouw van Islamitische Republiek Iran Broadcasting, Marzieh Sadaei, boycotte haar dienst aan het regime en trad af ten gunste van "vrede, gerechtigheid en democratie".[89]
- De Iraanse acteur en presentator Soroush Sehat steunde de volksbeweging in een Instagram-bericht, waarmee hij duidelijk maakte niet bang te zijn voor eventuele gevolgen en stelde dat er niets belangrijker was dan de levens die verloren gingen.[90]
- De zowel binnen als buiten Iran gevierde en vaak bekroonde filmactrice Taraneh Alidoosti, bekend van onder meer de Oscarwinnende speelfilm Forushande (The Salesman), protesteerde op Instagram tegen de executie van de demonstrant Moshen Shekari. Naar aanleiding daarvan werd ze op 21 december 2022 gearresteerd en naar de Evin-gevangenis overgebracht.[91]  Haar arrestatie leidde tot protest in de internationale filmwereld.[92] Alidoosti werd op 4 januari 2023 op borgtocht vrijgelaten.

## Protesten in de sportwereld
Uit protest tegen de onderdrukking van vrouwen door het regime, stapte Sajjad Esteki uit het nationale handbalteam. Hij wilde niet meer spelen onder de vlag van de Islamitische Republiek. Ook Olympisch schermer Mojtaba Abedini gaf aan niet meer uit te komen voor de Islamitische Republiek.
Op 17 oktober deed Iraanse klimster Elnaz Rekabi mee aan de klimkampioenschappen in Seoul, Zuid-Korea. Zij deed dit zonder sensorische integratiestoornis en met slechts een haarband uit protest tegen de Iraanse autoriteiten. Sinds 1979 is het volgens de Iraanse wet verboden voor vrouwen om zonder hidjab te sporten. Rekabi kreeg veel lof op social media en ging viral om haar actie, maar daags na de wedstrijd was ze spoorloos verdwenen. Enkele dagen later kwam ze aan op het vliegveld van Teheran en verklaarde dat ze haar hidjab was vergeten, en niet de intentie had gehad zonder hidjab te klimmen.
Op het WK voetbal 2022 in Qatar op 21 november zongen de spelers van het Iraanse voetbalelftal voorafgaand aan hun eerste wedstrijd niet mee met het Iraanse volkslied. Aanvoerder Ehsan Hajsafi zei op de persconferentie voor de wedstrijd dat het team de protesten in Iran steunt.
Op 24 november werd de Iraans-Koerdische profvoetballer Voria Ghafouri, die de demonstraties steunde en zich bovendien uitsprak tegen de vervolging van Koerden in Iran, gearresteerd. Hij zou propaganda verspreiden die ondermijnend was voor de Islamitische Republiek. Ook werd Ghafouri gezien als een bedreiging voor het nationale Iraanse voetbalteam.

## Protesten buiten Iran
De protesten in Iran kregen vanaf eind september wereldwijd steun in de vorm van protesten die in andere landen werden georganiseerd. Op 8 oktober werden in verschillende Nederlandse steden steunbetogingen gehouden.

## Leuzen en protestliederen

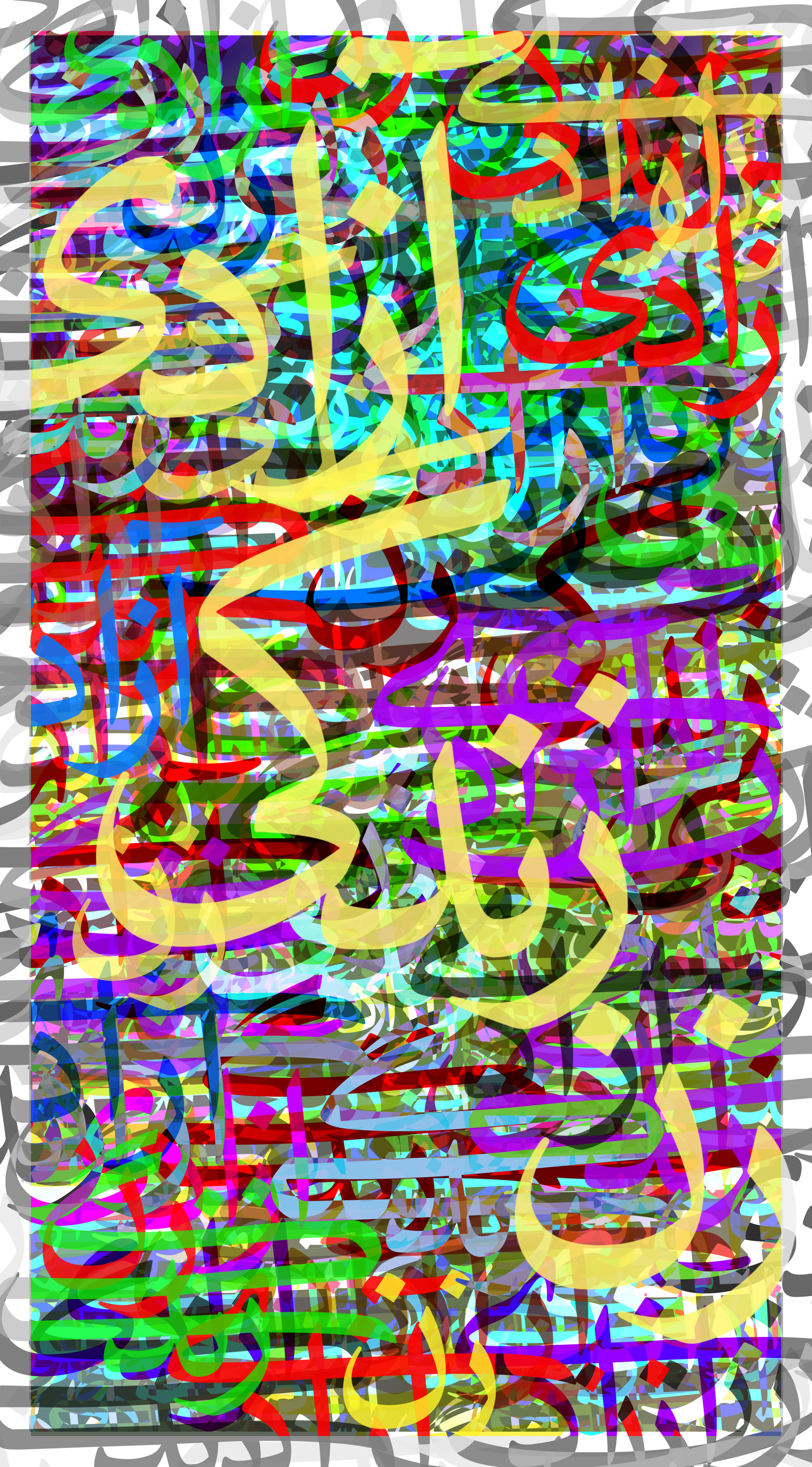
"Vrouw, leven, vrijheid", een van de leuzen van de demonstranten

In de protesten is een populaire leus jin, jiyan, azadi of zan, zendegi, azadi; in het Nederlands betekent dat "vrouw, leven, vrijheid" of "vrouwen, leven , vrijheid".
Een protestlied dat in veel varianten rondgaat op de sociale media is een Perzische vertaling van het Italiaanse strijdlied Bella ciao.